# Komornictwo barczewskie
Komornictwo wartemborskie (barczewskie) – jednostka administracyjna w obrębie Warmii z siedzibą w Barczewie. 
Komornictwo zostało utworzone w połowie XIV wieku z terenu dawnej pruskiej ziemi Gunlauken leżącej w Galindii. Nalezało do komornictw podległych biskupom warmińskim.      
Komornictwo funkcjonowało do 1772 roku (zabór Warmii przez Królestwo Prus). W 1818 roku z połączenia ziem komornictwa olsztyńskiego i wartemborskiego został utworzony powiat olsztyński.

## Galeria

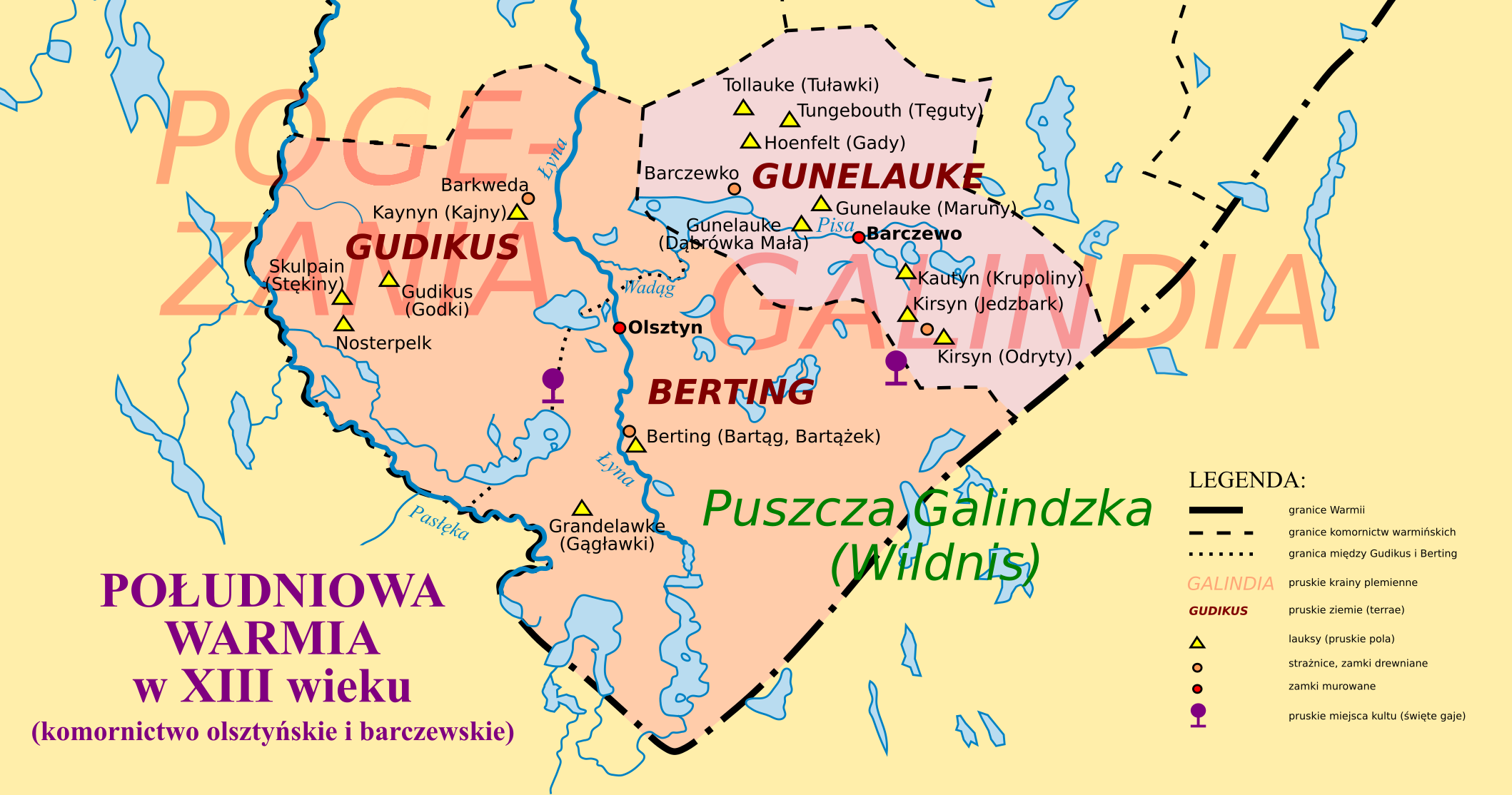
Pruskie związki terytorialno-osadnicze na terenie południowej Warmii oraz granice komornictw olsztyńskiego i wartemborskiego.

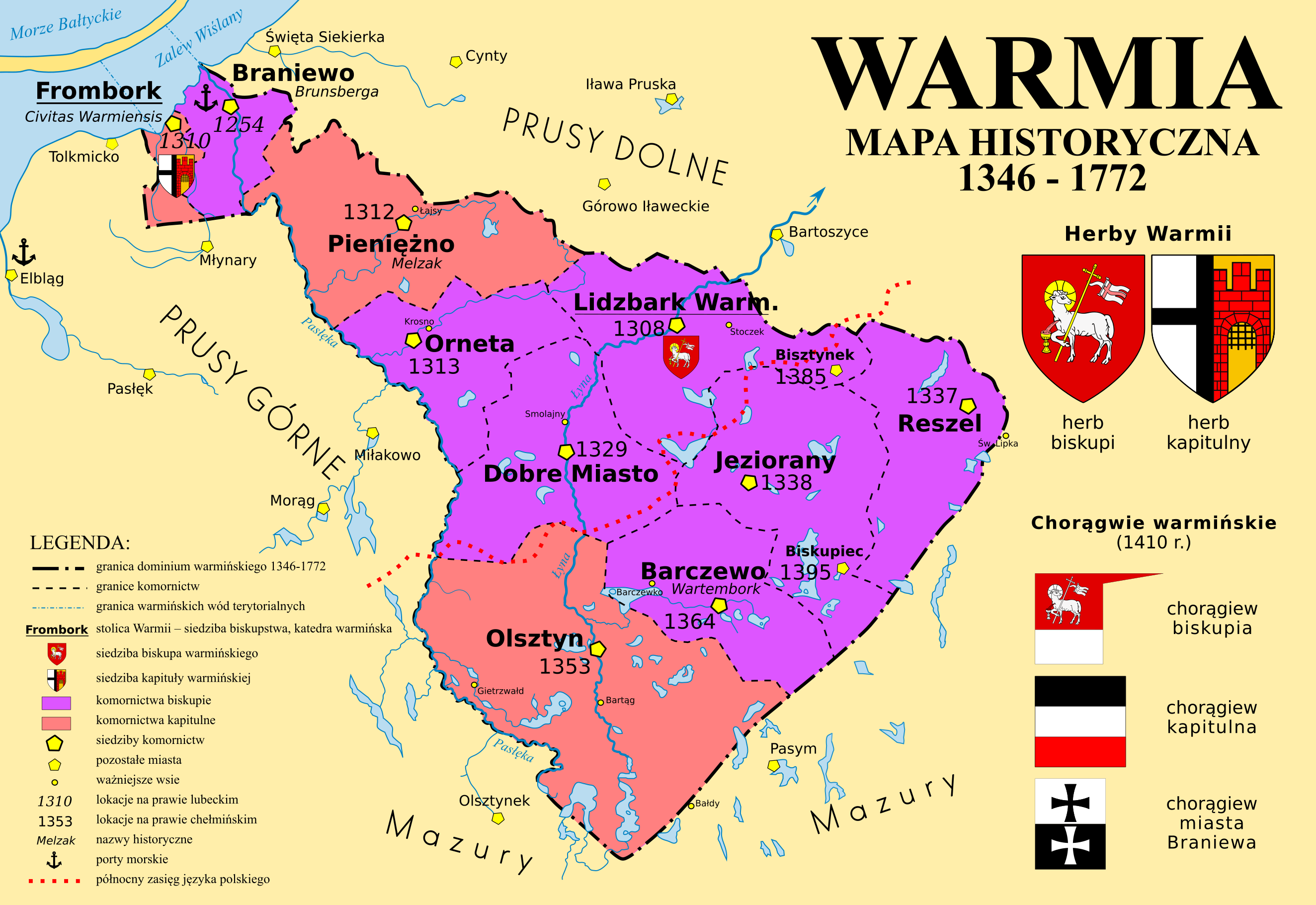
Mapa historyczna Warmii i jej komornictw

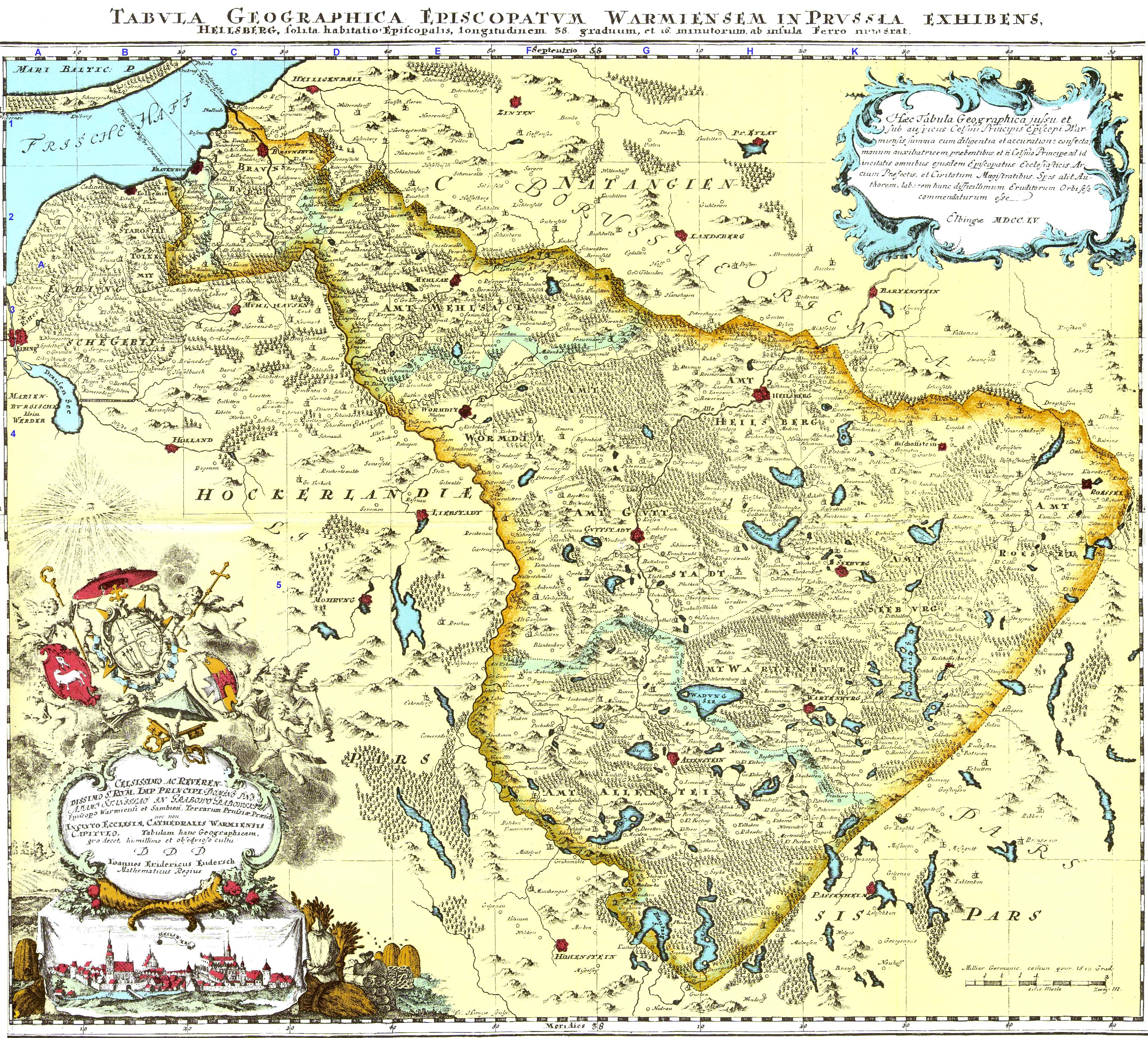
Jan Fryderyk Endersch, Mapa Świętej Warmii z 1755 roku